# HMS Balfour (K464)
«Бальфур» (англ. HMS Balfour (K464) — військовий корабель, фрегат типу «Кептен» підтипу «Баклі» Королівського військово-морського флоту Великої Британії за часів Другої світової війни.

## Історія створення
Фрегат «Бальфур» був закладений 19 квітня 1943 року на верфі американської компанії Bethlehem Hingham Shipyard у Гінгемі, як ескортний міноносець McAnn типу «Баклі». 7 жовтня 1943 року він був спущений на воду, а 7 жовтня 1943 року переданий до Королівських ВМС Великої Британії, де увійшов до бойового складу флоту.

## Історія служби
3 липня 1944 року атакою британських фрегатів «Аффлек» і «Бальфур» поблизу Брайтона був знищений німецький підводний човен U-1191
Удень 18 липня 1944 року «Бальфур» атакував глибинними бомбами німецький підводний човен U-672. Хоча U-672 вдалося вислизнути від «Бальфура», він зазнав серйозних пошкоджень, і рано 19 липня підводний човен сплив на поверхню та був затоплений його командиром. Усіх осіб (52 члени екіпажу та офіцерів) було врятовано та решту війни вони провели як військовополонені. Ця подія сталася в Ла-Манші на північ від Гернсі.